# Lance Sharkey

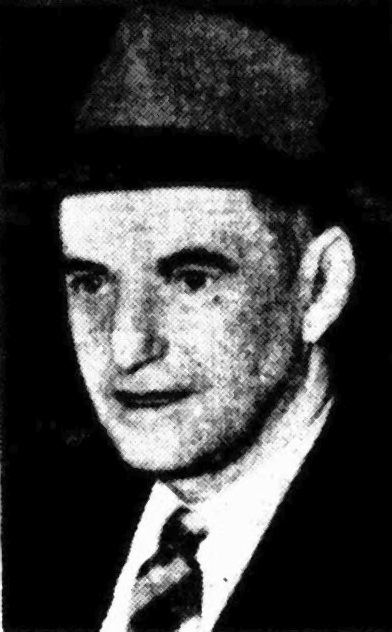
Lance Sharkey

Lawrence Louis (Lance) Sharkey (* 18. August 1898 in Warry Creek bei Cargo, New South Wales, Australien; † 13. Mai 1967 in Sydney) war ein aktiver Gewerkschafter, ein politisch radikaler Journalist und Kommunist. Von 1930 bis 1948 war Sharkey Vorsitzender und von 1948 bis 1965 Generalsekretär der Communist Party of Australia (CPA). Sharkey war im Laufe seiner politischen Karriere ein orthodoxer Kommunist, der der politischen Parteilinie der Sowjetunion nahezu kritiklos folgte.

## Biografie

### Frühe Jahre
Die Eltern von Lance Sharkey waren Michael und Mary, Farmer aus Irland, die ihn römisch-katholisch erzogen. Die Schule verließ er im Alter von 14 Jahren und erhielt eine Ausbildung als Polsterer in Orange. Später arbeitete er als Farmhelfer, und geriet als wandernder Waldarbeiter in die Auseinandersetzungen um die Australische Wehrpflicht während des Ersten Weltkriegs und unterstützte die Industrial Workers of the World.
Nach dem Ende des Ersten Weltkriegs ging er nach Sydney und arbeitete als Fahrstuhlbegleiter und wurde ein militanter Aktivist in Sydneys Federated Miscellaneous Workers Union, einer Gewerkschaft. 1922 wurde Sharkey Mitglied des Sydney labor union council. Sharkey wurde in die Führung der Gewerkschaft Miscellaneous Workers gewählt; den Posten verlor er 1925. 1928 wurde er ein Delegierter des Labor Council of New South Wales.

### Politische Karriere
1924 trat Lance Sharkey in die CPA ein und wurde 1926 in das Exekutivkomitee der CPA gewählt, wo er 1927 entlassen wurde, da gegen den Wechsel von der Volksfrontpolitik mit der Australian Labor Party (ALP) war.
1928 wurde er wieder in das Exekutivkomitee aufgenommen, da er sich stark für die neue Politik der Dritten Periode der  Komintern und gegen alle Reformen einsetzte. Sharkey wurde ins Zentralkomitee der CPA gewählt und in der Partei prominent wie auch Bert Moxon und J.B. Miles. Nachdem er 1939 die Kontrolle über die CPA errungen hatte, wurde er Herausgeber der Parteizeitung Workers' Weekly und gab neben dieser Zeitschrift weitere Publikationen der CPA bis 1930 heraus.
Sharkey wurde 1930 zum Vorsitzenden der CPA ernannt, ein Posten, den er ohne Unterbrechung bis 1948 innehatte.
Im Sommer 1930 besuchte er die Sowjetunion als erster der die australische Partei auf dem 5. Weltkongress der Red International of Labor Unions (RILU) repräsentierte.
Auf dem 7. Weltkongress der Komintern wurde Sharkey als Alternative ins Exekutivkomitee der Kommunistischen Internationale (ECCI) gewählt. Als die australische Regierung die CPA im Juni 1940 verbot, ging Sharkey und weitere führende Parteimitglieder in den Untergrund. Als ein Jahr später im Juni 1941 das nationalsozialistische Deutschland in der Sowjetunion einmarschierte und die Sowjetunion wie auch Großbritannien in den Zweiten Weltkrieg eintrat, wurde das Verbot der CPA gelockert und Sharkey konnte wieder öffentlich Politik betreiben. 1942 wurde das Verbot der CPA aufgehoben.
Mit dem Beginn des Kalten Kriegs verdrängte Sharkey Miles als australischen Generalsekretär der CPA became openly hostile to the ALP and withdrew its previous conditional support of the American-sponsored program of post-war reconstruction.
Im März 1949 erklärte Sharkey einem Journalisten in Sydney: „If Soviet Forces in pursuit of aggressors entered Australia, Australian workers would welcome them.“ (deutsch: „Falls die Streitkräfte der Sowjetunion Australien besetzen, würden sie die australischen Arbeiter willkommen heißen.“) Für diese Aussage wurde Sharkey wegen versuchten Hochverrats verhaftet und angeklagt. Der High Court of Australia verurteilte ihn wegen Hochverrats zu drei Jahren Gefängnis, von denen er 13 Monate absaß.
Nach seiner Entlassung machte er eine Rednertour durch Australien und danach erfolgte ein sechsmonatiger Aufenthalt in einem Sanatorium in der Sowjetunion zur Behandlung seiner Herzenprobleme.
Wegen seiner starken Führereigenschaft gelang es ihm den Rückgang der australischen Parteimitgliedschaft trotz der Verurteilung des Stalinismus durch Nikita Chruschtschow 1956 zu minimieren.
Im November 1960 war er auf einem Treffen von 81 kommunistischen und Arbeiterparteien in Moskau, wo die Australian Communist Party zunächst mit dem chinesischen kommunistischen Weg sympathisierte, bevor sie sich letztendlich auf die sowjetische politische Linie zurückbewegte.
Im Oktober 1961 war Sharkey auf dem 22. Kongress der Kommunistischen Partei der Sowjetunion in Moskau.

### Späte Jahre, Tod und Vermächtnis
Lance Sharkey überließ im Juni 1965 Laurence Aarons den Posten des Generalsekretärs und wurde zum Vize-Generalsekretär ernannt, der vor allem Repräsentationsaufgaben für die Partei wahrzunehmen hat.
Sharkey starb am 13. Mai 1967 an einem Herzinfarkt; sein Körper wurde feuerbestattet.
Sharkey wurde anlässlich zahlreicher Gelegenheit als ein heroischer Kommunistenführer gehuldigt, aber seine Reputation sank, wie auch das Glück seiner Partei. In dem 1998 herausgegebenen Buch über die Geschichte des australischen Kommunismus von Stuart Macintyre wird der politische Weg Sharkeys als übertriebener Personenkult der 1930er Jahre interpretiert.

"[Sharkey] was presented as a son of the soil, steeped in communist theory, yet always a man of the people. The list of his virtues was directed so unerringly to his limitations as to suggest parody. It was noted that 'like all the leaders of our Party, Comrade Sharkey was temperate in his habits'; in fact his binges in Moscow were notorious. He was a brilliant mass agitator; actually his oratory was leaden. He had an instinctive genius; yet when he took up Lenin's favourite pastime of chess, lesser party members had to be careful to lose."

## Weiterführende Literatur
- Nationalisation of Banking and Socialisation of Credit: A Critical Analysis of the Policy of the Labour Party, from a Lecture delivered in May, 1933. Sydney: Communist Party of Australia, 1933.
- Nationalisation of Banking: An Analysis of the Socialisation of Credit: Lang's Part in the Signing of the Premiers' Plan. Sydney: Modern Publishers, 1933.
- An Appeal to Catholics: Democracy, Fascism, Mexico, Spain, Peace, War. Sydney: Modern Publishers, n. d. [1938].
- Democracy for Whom? A striking Contrast: Democracy in Australia and the Soviet Union. Sydney: Central Committee, Communist Party of Australia, n. d. [c. 1941].
- Manifesto: Communist Call to Defend Australia. Melbourne: Political Rights Committee, n. d. [c. 1942].
- History: Communist Party of Australia, from a lecture by L. Sharkey. Twenty years of the Communist International. With Otto Kuusinen. Sydney: Communist Party of Australia, 1942.
- The Trade Unions: Communist Theory and Practice of Trade Unions. Sydney: N.S.W. Legal Rights Committee, 1942.
- Growth of Trade Unionism in Australia. n.c.: n.p., 1942.
- Australia Marches On. Sydney: N.S.W. Legal Rights Committee, 1942.
- The Soviet and the Japanese War. Sydney: N.S.W. Legal Rights Committee, 1942.
- For National Unity and Victory over Fascists, LIft Communist Party Ban. Sydney: Legal Rights Committee, n. d. [c. 1943].
- The left, "Dr." Lloyd Ross and Nationalisation. Sydney: Legal Rights Committee, 1943.
- Congress Report on the Work of the C.C. from the 12th to the 13th Party Congress. Sydney: Communist Party of Australia, 1943.
- An Outline History of the Australian Communist Party. Sydney: Communist Party of Australia, 1944.
- The W.E.A. Exposed: And an Exposition of the Principles of Democracy and Marxian Socialism. Sydney: Communist Party of Australia, 1944.
- Results of the Victory over Fascism. Sydney: Central Committee, Australian Communist Party, 1945.
- The Story of Government Enterprise in Australia. With E.W. Campbell. Sydney: Communist Party of Australia, 1945.
- Dialectical and historical materialism: Quotations from the Works of Marx, Engels, Plekhanov, Lenin and Stalin. With S. Moston. Sydney: Current Book Distributors, 1945.
- Labour Betrayed!  Sydney: Current Book Distributors, 1946.
- Australian Communists and Soviet Russia. Sydney: Current Book Distributors, 1947.
- For Australia, Prosperous and Independent: The report of L.L. Sharkey to the 15th Congress of the Australian Communist Party, May, 1948. Sydney: Current Book Distributors, 1948.
- The Labor Party Crisis. Sydney: Communist Party of Australia, n. d. [c. 1952].
- Petrov's 25,000 Dollar Story Exploded: The Devastating Answer to Petrov's "Moscow Gold" Story as Presented to the Petrov Commission. With Edward F. Hill. Newtown: R. S. Thompson, n. d. [c. 1955].
- Basic Questions of Communist Theory: Documents Relating to the Cult of the Individual and to Hungary. Sydney: Current Book Distributors, 1957.
- Socialism in Australia: Communist View on Democratic Socialism. Sydney: Current Book Distributors, 1957.
- Socializm v Avstralii. (In Russian). Moscow: Gospolitizdat, 1958.
- 18th Congress, April, 1958 : Report of L.L. Sharkey, General Secretary. Sydney: Current Book Distributors, 1958.
- The Trade Unions.  Sydney: Current Book Distributors, 1959.